# Martin Jampy
Martin Jampy ou Martí Jampy, né le 11 septembre 1877 à Casteil (Pyrénées-Orientales) et mort le 28 juillet 1942 à Pla Guillem (Pyrénées-Orientales), est un prêtre, auteur de poèmes et d'études historiques sur le Roussillon, d'expression catalane et française.

## Biographie
Il est ordonné prêtre en 1902 et occupe ses fonctions dans le diocèse de Perpignan. Il est d'abord vicaire de Prades en 1906 puis en 1919 vicaire de la cathédrale de Perpignan puis curé de Saint-Féliu-d'Avall. De 1925 à 1934 il est curé de la ville de Vinça, il devient chanoine honoraire en 1935 puis archiprêtre d'Elne.  
Il publie des études historiques et descriptives sur Saint-Michel de Cuxa, Saint-Martin du Canigou, les églises de Casteil de Vernet et d'Elne, une étude sur La chanson de Sainte Foy. En catalan, il publie le recueil de poèmes Lliris, roses i violes (1914) et El Romanceret del Pessebre (1932). Il  contribue au Bulletin de Prades, à la Revue catalane et à la Revue historique et littéraire du diocèse de Perpignan. En 1914, il dirige la Semaine Religieuse. Il  obtient une médaille de bronze aux Jeux Floraux de 1920.

## Œuvres
- « Les lettres catalanes et le clergé en Roussillon », Univers, no 1.1,‎ 1913, p. 4.
- (ca) Lliris, roses i violes: cullits en les montanyes del Canigó y offerts à Maria Sanctíssima, Perpinyà, Barrière y Cia Impressors, 1914 (lire en ligne).
- (ca) La Passió Sagrada de Nostre Senyor Jesus-Christ : predicada al dia de divendres sant de 1919 en la cathedral de Perpinya, Perpinyà, Barrière et Cie, 1919 (lire en ligne).
- Les baixes costes del Canigó, poème présenté aux Jeux floraux de Barcelone de 1920
- La Niçaga del Pelós, poème présenté aux Jeux floraux de Barcelone de 1920
- La Verge del Roser, poème présenté aux Jeux floraux de Barcelone de 1920
- « Le cloître de l'abbaye de Saint-Martin du Canigou », Revue historique et littéraire du diocèse de Perpignan,‎ 1924 et 1925, p. 143-148, 162-165 et 175-181 ; 10-16 (1925).
- « Le trésor de l'église de Casteill », Revue historique et littéraire du diocèse de Perpignan,‎ 1924, p. 114-120.
- Guide illustré de l'abbaye de Saint-Martin du Canigou, Céret, Impr. L Roque, 1927 (lire en ligne).
- De l'admirable et mutuel amour d'un saint et d'un peuple depuis mille ans. Saint Gaudérique et son culte en Roussillon, Perpignan, Impr. de l'Agence des voyages, 1928.
- « Un poème catalane du XIe siècle en Conflent : "La chanson de sainte Foy" », Revue historique et littéraire du diocèse de Perpignan,‎ 1928, p. 5-80, 92-97, 104-108.
- L'Abbaye de Saint-Michel-de-Cuxa : notice historique et descriptive, Lille, Les imprimeries réunies, 1930.
- « Les fêtes jubilaires de Montserrat en l'honneur d'Oliba, abbé de Cuxa, son fondateur », Revue historique et littéraire du diocèse de Perpignan,‎ 1931, p. 300-302.
- « Les fêtes jubilaires de Montserrat en l'honneur d'Oliba, abbé de Cuxa, son fondateur », Revue historique et littéraire du diocèse de Perpignan,‎ 1931, p. 300-302.
- (ca) El Romanceret del Pessebre, Perpignan, Imprimerie de l'Agence des voyages, ca 1932.
- Elne, sa cathédrale, son cloître, Perpignan, Imprimerie de l'Indépendant, 1936 (lire en ligne).